# Zoot Woman
Zoot Woman è un gruppo di musica elettronica formato dai musicisti britannici Stuart Price, Adam Blake e Johnny Blake.
La formazione del gruppo include, nelle esibizioni live, la musicista anglo-canadese Jasmin O'Meara (basso, voce, synth).
Price e Blake lavorano insieme anche al progetto Paper Faces con il quale hanno remixato vari brani di artisti come Madonna, Scissor Sisters, Felix da Housecat e brani del loro stesso gruppo Zoot Woman

## Discografia

### Album
- 2001 Living in a Magazine

1. It's Automatic
2. Living In A Magazine
3. Information First
4. You And I
5. Nobody Knows (Part One)
6. Nobody Knows (Part Two)
7. The Model
8. Jessie
9. Chicago, Detroit, LA
10. Losing Sight
11. Holiday Home

- 2003 Zoot Woman

1. Grey Day
2. Taken It All
3. Gem
4. Hope In The Mirror
5. Snow White
6. Woman Wonder
7. Calmer
8. Useless Anyway
9. Maybe Say
10. Half Full Of Happiness

- 2009 Things are what They Use to Be (annunciato sulla loro pagina ufficiale MySpace)

### Ep e Singoli
- 1995 Sweet to the Wind EP
- 1997 Chasing Cities
- 2001 It's Automatic
- 2001 You and I
- 2003 Grey Day
- 2003 It's Automatic
- 2004 Taken it All
- 2007 We Won't Break
- 2008 Live in my Head